# گیتی پورفاضل
گیتی پورفاضل فعال مدنی، وکیل و زندانی سیاسی اهل ایران و عضو شورای مرکزی و هیئت رهبری جبهه ملی ایران (سامان ششم) است.  وی از امضاکنندگان بیانیه استعفای سیدعلی خامنه‌ای است.

## بیانیه ۱۴
وی به‌علت امضای بیانیه استعفای سیدعلی خامنه‌ای به زندان منتقل شده‌بود. علاوه‌بر او، از میان ۱۴ فعال حوزه زنان که مردادماه سال ۱۳۹۸ در بیانیه‌ای خواستار استعفای رهبر ایران و «گذار کامل از جمهوری اسلامی» شده بودند، پنج نفر دیگر از جمله نرگس منصوری، فرنگیس مظلوم، فاطمه سپهری، شهلا جهان‌بین و شهلا انتصاری بازداشت و به زندان منتقل شده‌بودند.

## کتاب‌ها
- پ‍ورف‍اض‍ل‌، گ‍ی‍ت‍ی‌، پ‍ژواک‌ آش‍ن‍ا: س‍روده‌ه‍ای‌ گ‍ی‍ت‍ی‌ پ‍ورف‍اض‍ل‌، ت‍ه‍ران‌: ی‍اس‍م‍ن‌، ۱۳۷۸.
- پ‍ورف‍اض‍ل‌، گ‍ی‍ت‍ی‌، دو کهربای غارتگر (داستان)، کرج: شیدبوم‏‫، ۱۳۹۵.‬